# Матіас Греве
Матіас Петер Греве Петерсен (дан. Mathias Peter Greve Petersen, нар. 11 лютого 1995, Лангесков, Данія) — данський футболіст, атакувальний півзахисник клубу «Раннерс».

## Ігрова кар'єра

### Клубна
Матіас Греве починав грати у футбол у рідному місті Лангесков. В 11 років він потрапив до академії клубу «Оденсе». У 2014 році футболіст був внесений у заявку першої команди, а в квітні того року підписав з клубом професійний контракт. У липні 2014 року Греве дебютував на професійному рівні в основі «Оденсе».
1 листопада 2015 року Греве підписав з клубом новий контракт, дія якого продовжувала співпрацю футболіста з клубом до 2019 року.
У січні 2020 року Греве приєднався до клубу «Раннерс». Але дебют у новій команді було відкладено через пандемію коронавірусу.
У серпні 2021 року Греве перейшов до стану «Брондбю», з яким підписав контракт на чотири роки. І вже за кілька днів футболіст провів першу гру у новій команді.

### Збірна
Матіас Греве провів шість матчів у складі молодіжної збірної Данії.

## Титули
Раннерс
 Переможець Кубка Данії: 2020/21